# Synixais notaticollis
Synixais notaticollis är en skalbaggsart som beskrevs av Stefan von Breuning 1965. Synixais notaticollis ingår i släktet Synixais och familjen långhorningar.
Artens utbredningsområde är Laos. Inga underarter finns listade i Catalogue of Life.